# 新柏林 (伊利諾伊州)
新柏林（英語：New Berlin）是位於美國伊利諾伊州桑加蒙縣的一個村落。

## 地理
新柏林的座標為39°43′31″N 89°54′43″W / 39.72528°N 89.91194°W，而該地最高點為海拔高度199米（即653英尺）。

## 人口
根據2010年美國人口普查的數據，新柏林的面積為2.96平方千米，當中陸地面積為2.96平方千米，而水域面積為0.00平方千米。當地共有人口1346人，而人口密度為每平方千米454人。